# Protoiereu

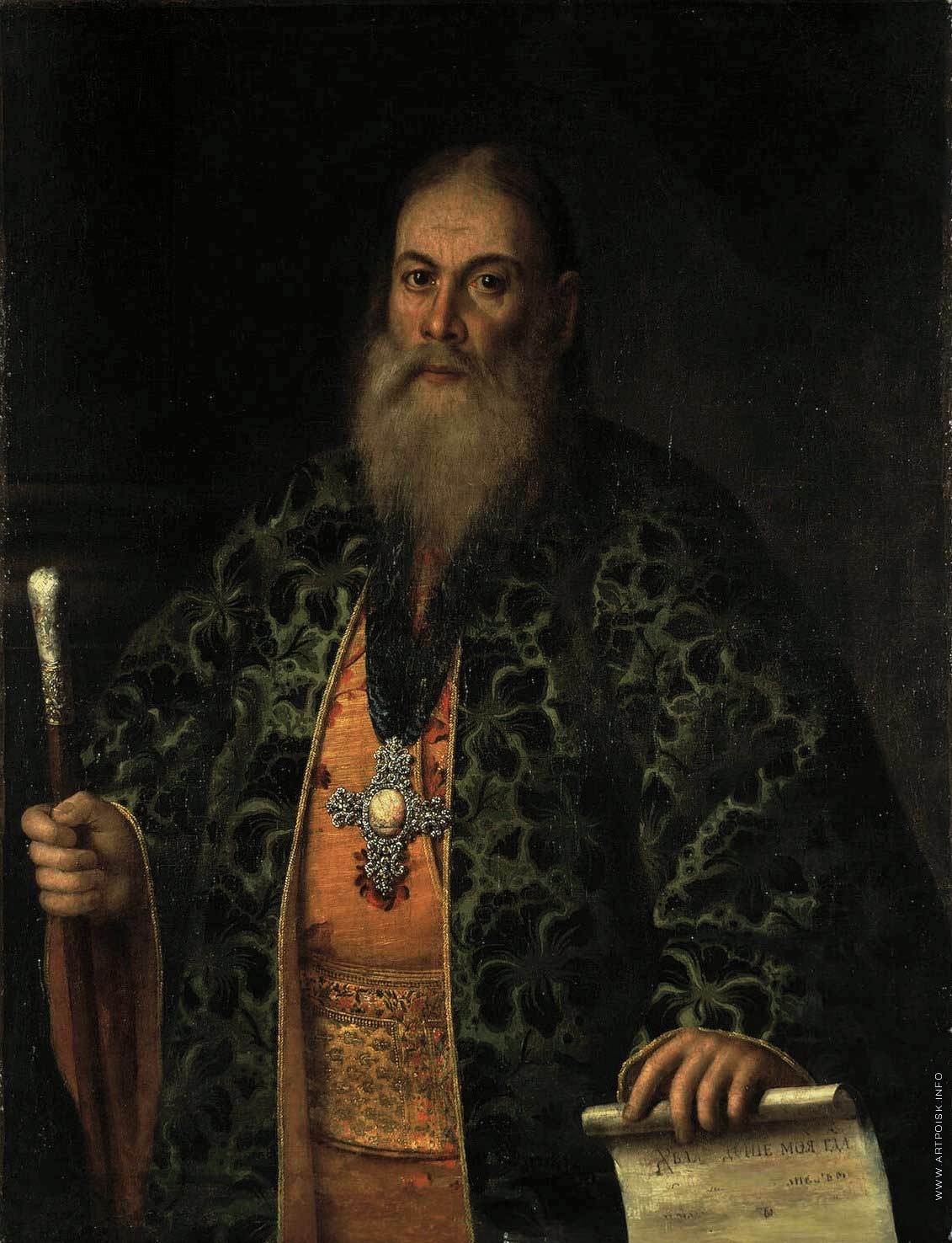
Protoiereu Fiodor Dubianski, confessor de les emperadrius Elisabet I i Caterina II (el retratés de Aleksei Antropov, 1761)

Protoiereu (del grec πρωτοιερεύς — summe sacerdot; de πρώτος — primer ἱερεύς — sacerdot) és un títol, que es dona a un clergat com a recompensa en l'Església Ortodoxa.
Protoiereu és l'iereu major (nom oficial del sacerdot ortodox). Abans del terme protoiereu el terme que es feia servir a Rússia per dir el sacerdot ortodox major era protopop.
Normalment un protoiereu és el deàn de l'església.